# 朝立彦神社
朝立彦神社（あさだてひこじんじゃ）は、徳島県徳島市飯谷町にある神社である。

## 歴史

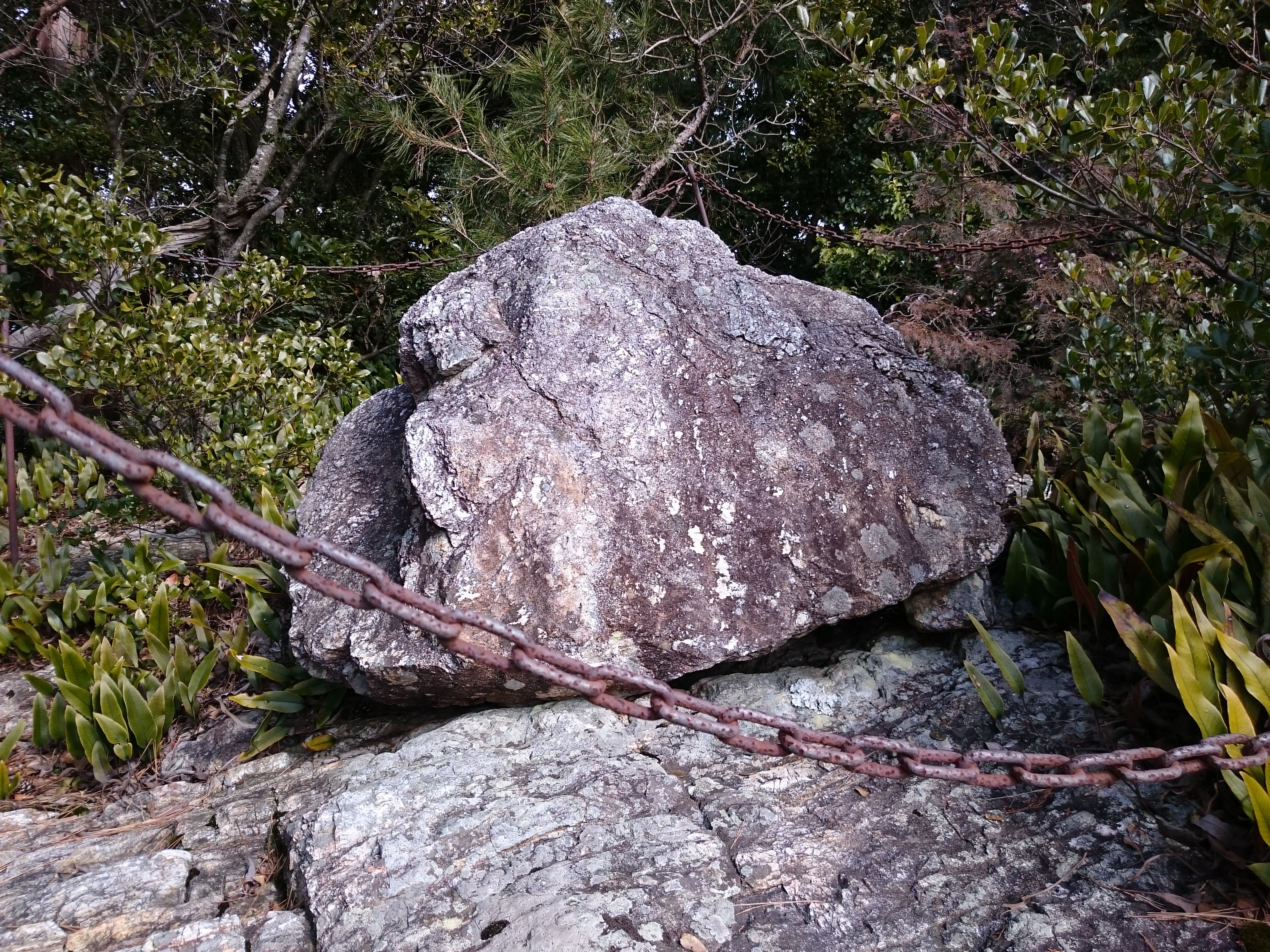
お亀の池のお亀石

護王権現と称していたが、明治4年に朝立彦神社と改称した。阿波志には、「和多津見豊玉彦命を祭る。飯谷村に在り、俗に権現と云う」と記述されており、「寛保改神社帳」には「飯谷村護王大権現 別当飯谷村醍醐寺」と記述されてある。
この地方の祈雨の神として崇められている。境内には「お亀の池」と称する二尺余の岩穴があり、年中水が涸れることがなく、祈雨の祭祀が行われていたという。平石山の標高700mの位置にあり、辺りは東山渓県立自然公園に指定されている。

## 祭神
- 豐玉毘古命

## 交通
- JR徳島駅前より徳島バス勝浦線「長柱」下車、徒歩約60分。